# Tokurei Sochi Dantai Sutera Jo-Gakuin Kōtō-ka Shīkyūbu
Tokurei Sochi Dantai Sutera Jo-Gakuin Kōtō-ka Shīkyūbu (特例措置団体ステラ女学院高等科Ｃ3部) est une série manga scénarisée par Ikoma et illustrée par Tomomoka Midori.
Faisant suite à une série manga publiée en ligne entre 2010 et 2012, la série est prépubliée dans le Monthly Young Magazine de Kōdansha entre mai 2012 et décembre 2013, et publié en un total de trois volumes reliés.
Une adaptation en anime produite par Gainax est diffusée au Japon entre juillet et septembre 2013.

## Synopsis
Yura Yamato vient d'intégrer la prestigieuse Académie féminine Stella (Sutera Jogakuin (steラ女学院)) et a du mal à se faire des amis dès son premier jour d'école. C'est là qu'elle rencontre le club airsoft de l'école, nommé à juste titre le C3 Club (C3部 (Shīkyūbu)), et finit par en devenir membre. L'histoire tourne autour des expériences de Yura en tant que membre du C3 Club et de ses interactions avec ses camarades.

## Personnages

### Acadélie Stella
Yura Yamato (大和 ゆら, Yamato Yura)
Voix japonaise : Yui Makino
Étudiante de première année, elle a été transférée d’un collège dont le nom n’a pas été révélé à l'Académie Stella. Elle possède une personnalité timide et une imagination débordante. Depuis le collège, elle a du mal à se faire des amis et se retrouve au C3 Club après avoir rencontré Sonora. Elle est d’abord timide, mais au fur et à mesure qu’elle participe à plus de matchs et qu’elle s’engage dans un entraînement personnel autonome, elle devient beaucoup plus concentrée et devient suffisamment redoutable pour se battre à égalité et peut-être surpasser Sonora et Rin, qui sont toutes deux d'excellentes tireuses. Elle a une imagination active qui lui permet d’envisager ses matchs comme de vraies batailles, ce qui l’aide souvent. Elle porte une réplique d'un pistolet-mitrailleur Skorpion VZ61 comme arme qui lui a été donnée par Sonora.
Sonora Kashima (鹿島 そのら, Kashima Sonora)
Voix japonaise : Miyuki Sawashiro
Rento Kirishima (霧島 れんと, Kirishima Rento)
Voix japonaise : Rima Nishizaki
Karila Hatsuse (初瀬 カリラ, Hatsuse Karira)
Voix japonaise : Ai Kayano
Honoka Mutsu (陸奥 ほのか, Mutsu Honoka)
Voix japonaise : Chiwa Saitō
Yachiyo Hinata (日向 八千代, Hinata Yachiyo)
Voix japonaise : Madoka Yonezawa

### Autres personnages
Rin Haruna (榛名 凛, Haruna Rin)
Voix japonaise : Asami Setō
Aoi Seto (瀬戸 葵, Seto Aoi)
Voix japonaise : Kana Ueda
Aila Hatsuse (初瀬 アイラ, Hatsuse Aira)
Voix japonaise : Ai Kayano

## Médias

### Manga
Tokurei Sochi Dantai Sutera Jo-Gakuin Kōtō-ka Shīkyūbu est écrit par Ikoma et Getsumin et est illustré par Kokudō 12-gō et Getsumin. Il a été prépublié dans Famitsu.
Deux volumes sont publiés entre le 15 janvier 2011 et le 14 mai 2011.
Le manga est aussi publié dans le Monthly Young Magazine de Kodansha. Il a par la suite été compilé en 3 tankōbon sortis en le 4 janvier 2013 et le 6 février 2014,.

### Anime

Logo original de lanime.

Une adaptation en anime a été diffusée sur TBS entre le 4 juillet et le 26 septembre 2013 et diffusée simultanément sur Crunchyroll.  L'anime est réalisée par Masayoshi Kawajiri et produite par Gainax, avec des personnages de Manami Umeshita et une musique de Kōtarō Nakagawa.
Le thème de l'opening est chanté par Shape My Story par Anna Yano. Le thème de fin est Hajikero! Shīkyūbu! (弾けろ！しーきゅーぶ！), chanté par Yui Makino, Miyuki Sawashiro, Ai Kayano, Madoka Yonezawa, Chiwa Saitō.
L'anime est diffusé aux États-Unis par Sentai Filmworks.

#### Liste des épisodes
| No | Titre français | Titre japonais             | Titre japonais                                | Date de 1re diffusion |
| No | Titre français | Kanji                      | Rōmaji                                        | Date de 1re diffusion |
| -- | -------------- | -------------------------- | --------------------------------------------- | --------------------- |
| 01 |                | 志願兵ハ居ナイノカッ!?     | Shigan-hei wa Inai no ka~!?                   | 5 juillet 2013        |
| 02 |                | 我、令嬢守衛ヲ拝命ス。     | Ware, Reijō Shuei o Haimeisu.                 | 11 juillet 2013       |
| 03 |                | 敵弾ハ、魂マデモ砕カンヤ？ | Tekidan wa, Tamashii Mademo Zenbu Kudakan ya? | 18 juillet 2013       |
| 04 |                | 不射ノ射ヲモチ当タルベシ。 | Fui no Iwomochitō Tarubeshi.                  | 25 juillet 2013       |
| 05 |                | 孤島ボツコハ熱ク萌ユ。     | Kotō Botsukoha-netsuku Moeyu                  | 1 août 2013           |
| 06 |                | 「ヌレヌレ作戦」発動セリ。 | "Nurenure Sakusen" Hatsudō seri.              | 8 août 2013           |
| 07 |                | 凶弾ニ同志ハ斃レヌ。       | Kyōdan ni Dōshi wa Taorenu                    | 15 août 2024          |
| 08 |                | 司令ハ非情タルベキカ？     | Shirei wa Hijō Tarubekika?                    | 22 août 2013          |
| 09 |                | 斯クシテ宴ハ終ワル。       | Kakushite Utage wa Owaru                      | 29 août 2013          |
| 10 |                | 戦友ハ皆、消エ行クモノ也。 | Senyū wa Mina, Kieyukumono nari               | 5 septembre 2013      |
| 11 |                | 継戦能力既ニ無シ。         | Tsugi-sen Nōryoku Sundeni Mushi.              | 12 septembre 2013     |
| 12 |                | 当タッテ、弾ケロ。         | Atatte, Hajikero.                             | 19 septembre 2013     |
| 13 |                | 歩兵ハ戦ノ女王タレ。       | Hohei wa Ikusa no Jo-ō tare.                  | 26 septembre 2013     |